# 미국기독학생회
미국기독학생회(InterVarsity Christian Fellowship/USA)는 국제 복음주의 학생회(International Fellowship of Evangelical Students, IFES)의 미국 회원단체이다. 1941년 설립되었다.

## 같이 보기
- 국제 복음주의 학생회
- 캐나다기독학생회